# 林克 (1923年)
林克（1923年5月—2011年12月27日），原名袁溥，男，江苏如皋人，中华人民共和国政治人物，原南通市市长、南京医学院党委书记、南京工学院革命委员会主任、清华大学党委书记、复旦大学党委书记，长期负责思想政治工作。

## 生平
林克于1923年出生，1940年进入抗日军政大学盐城五分校学习，1941年加入中国共产党。历任新四军军法处抗日执法队政治指导员、党支部书记、南通县城闸区委书记、通如县委副书记、南通县委副书记。1950年起任中共南通市委宣传部部长、副书记。1957年1月任南通市人民委员会市长。
1957年，任南京医学院党委书记兼副院长。1974年11月至1977年任南京工学院革委会主任，保护了南京工学院参与南京事件的师生。1977年4月调任清华大学党委副书记，1982年任党委书记，与校长刘达共同拨乱反正、平反冤假错案，促进清华發展。1984年3月调任复旦大学党委书记。
1996年2月离休。离任后担任上海地方志编纂委员会常务副主任。复旦大学正局级（享受副部级医疗待遇）离休干部。